# Gadekryds
 Denne artikel omhandler hunderacer. For andre betydninger af gadekryds, se Kryds (trafik).
Gadekryds er betegnelsen for en hund, som ikke tilhører en bestemt hunderace, da den er en blanding mellem to eller flere forskellige racer. Blandt andre betegnelser for gadekryds findes også rundkørsel, blandingshunde og hul-i-hækken-hund. Racehunde er normalt betydeligt dyrere end gadekryds. 

## Eksterne referencer
- Gadekryds Arkiveret 9. oktober 2007 hos  Wayback Machine